# Bertran de Saint-Félix
Bertran de Saint-Félix o Saint-Felitz o San Felitz (fl. 1190 ca.-1235 ca.) è stato un trovatore occitano, originario possibilmente di Saint Félix (arr. Carpentras).
Gli viene attribuita un partimen con Uc de la Bacalaria